# Hereheretue
Hereheretue – atol należący do grupy Îles du Duc de Gloucester, znajduje się na południu archipelagu Tuamotu, w Polinezji Francuskiej. Powierzchnia atolu wynosi 23 km², w tym 19 km² przypada na lagunę. Główną miejscowością na wyspie jest Otetou. Hereheretue jest jedynym zamieszkałym atolem z grupy wysp Îles du Duc de Gloucester. Administracyjnie należy do gminy Hao.

## Historia
Atol odkrył 4 lutego 1606 roku portugalski podróżnik Pedro Fernández de Quirós.

## Demografia
Liczba ludności zamieszkującej atol Hereheretue:
| 1977 | 1983 | 1988 | 1996 | 2002 | 2007 | 2012 | 2017 |
| ---- | ---- | ---- | ---- | ---- | ---- | ---- | ---- |
| 26   | 22   | 20   | 45   | 60   | 58   | 56   | 57   |